# 近隣住区

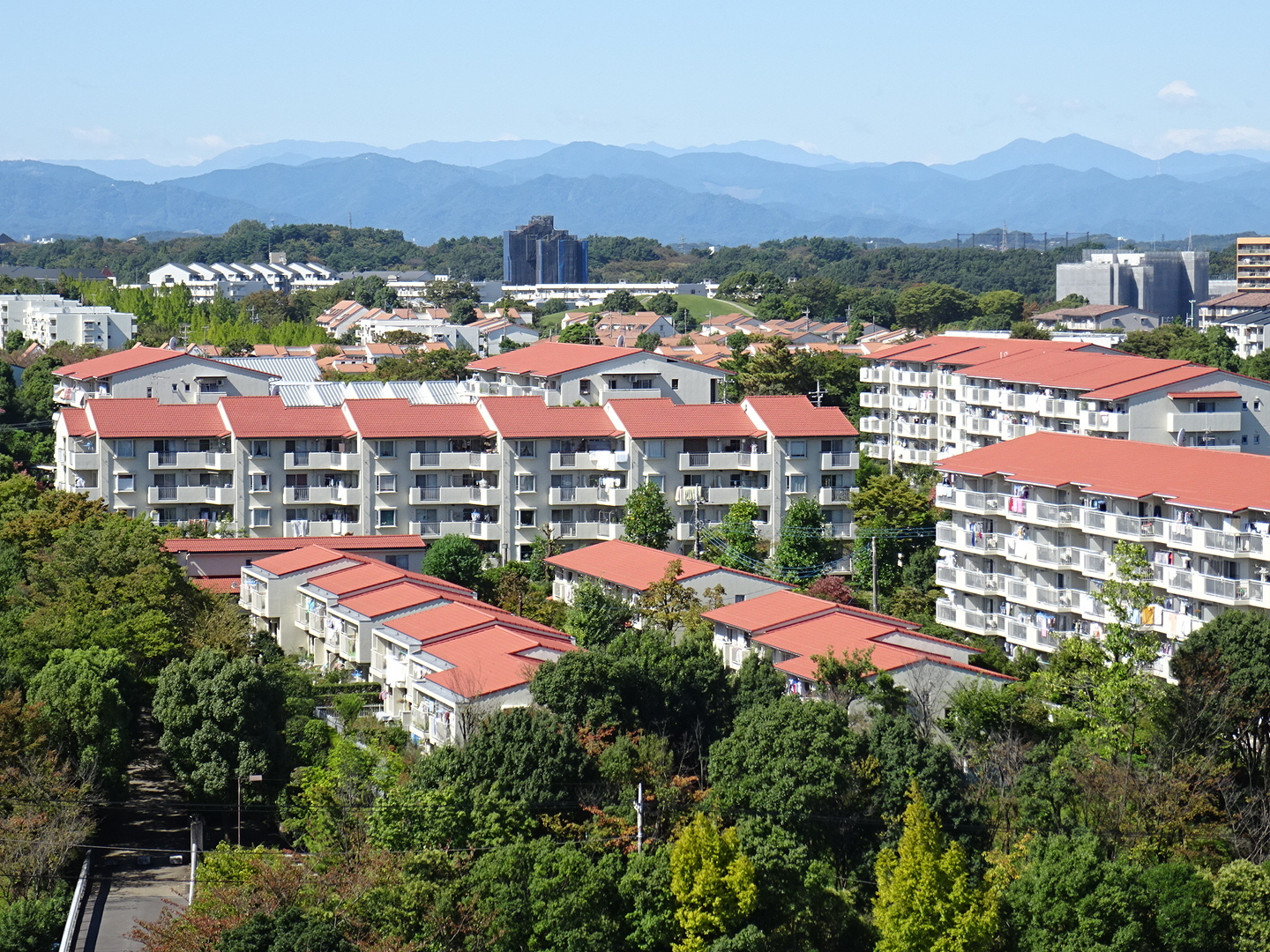
近隣住区理論に基づいて開発された多摩ニュータウン

近隣住区（きんりんじゅうく、英: neighborhood unit）は、計画的に築かれた住宅地の単位で、田園都市構想とともに20世紀のニュータウン建設を支えた理念の一つ。幹線道路で区切られた小学校区を一つのコミュニティと捉え、商店やレクリエーション施設を計画的に配置するもの。ネイバーフッドともいう。
近隣住区のアイデアは、1924年にアメリカの社会・教育運動家で地域計画研究者であったクラレンス・ペリーが発表した『近隣住区論』（The neighborhood unit）で初めて体系化された。
近隣住区の単位は幹線道路で囲まれており、約64 ha（半径400 mほど）、人口は5000 - 6000人程度を想定する。この範囲内にコミュニティを支える小学校、教会、コミュニティセンター、公園などを置き、幹線道路沿いに商店などを配置する。通過交通が住区内に入り込んでスピードを出すのを防ぐため、わざと道路を曲げたり、見通しを悪くしたりする。住民の日常生活は歩行可能な住区の範囲内で完結させることができる。
計画的に造られた人間的なスケールの都市空間を目指したもので、都市の匿名性・相互の無関心といった弊害を地域コミュニティの育成により克服しようとするものである。

## 影響
近隣住区の実践例が、1929年以降に開発されたニュージャージー州のラドバーン (Radburn, New Jersey) である。ラドバーンでは徹底的な歩車分離が図られ、通過交通の流入を排除するため、住区内の道路をクルドサック（袋小路）とし、住民は緑道を通って学校や商店に行くことができる（ラドバーンシステム）。
また、近隣住区の構想は、アメリカの郊外住宅地開発のみならず、イギリスのニュータウン建設や大都市再開発、日本の都市計画理論や実際のニュータウン建設にも大きな影響を与えた。
日本の都市計画運用指針
国土交通省の「都市計画運用指針」（平成18年）では、郊外の新市街地における道路の配置計画に関して、1 km四方を標準とする近隣住区を囲むように主要幹線道路、都市幹線道路を配置するのが望ましい、とされた。

## 文献
- クラレンス・ペリー（倉田和四生訳）『近隣住区論――新しいコミュニティ計画のために』（鹿島出版会, 1975年）[要ページ番号]